# Lamborghini Miura
Lamborghini Miura byl po voze 350 GT třetím vyráběným sériovým vozem Lamborghini. Vyráběl se v období let 1966 až 1972 v továrně firmy v Sant'Agata-Bolognese. Byl to první skutečný superautomobil. Jeho následníkem byl vůz Lamborghini Countach. Skutečným následníkem Lamborghini 350 GT byl model 400 GT, kterých se vyrobilo 247. Pak teprve následovala Miura s označením P400. Poslední Miura se nazývala P400 Miura SV. Lamborghini Countach se do sériové výroby po mnoha karosářských a technických úpravách dostal až po modelech Espada, 400 GT Islero, Islero 5, GTS.
Miura je mnohými považována za nejkrásnější sportovní automobil této italské značky. Vůz byl poprvé představen v roce 1965 na turínském autosalonu a ihned se stal senzací. Oblíbil si jej i zakladatel firmy Ferruccio Lamborghini. Své jméno získala podle španělské bojové rasy býků miura. Design vozu navrhl teprve pětadvacetiletý Marcello Gandini. Ten navrhl také design neméně známého vozu Lancia Stratos. Typickým znakem Miury byly „oční řasy“ kolem světlometů.
Vůz byl průkopníkem v uložení motoru. Právě v tomto voze byl poprvé motor uložen uprostřed. Největší konkurent firma Ferrari toto řešení použila až o 7 let později. Motor byl vidlicový dvanáctiválec o výkonu 261 kW a dosahoval senzační maximální rychlosti 277 km/h. V roce 1971 se objevil typ SV, který měl dokonce o 35 k více, tedy 385 k. Měl naprosto přepracované zadní i přední odpružení, protože si někteří zákazníci stěžovali na aerodynamický vztlak při vyšších rychlostech. Při tom se některým
mírně zvedal předek vozu. Tento typ byl ve výrobě pouze rok a byl nahrazen typem LP 400.
Lamborghini Miura měla předchůdce co se týká uložení motoru napříč v zádi karoserie. Byl to prototyp Lamborghini Marzal z roku 1966 čtyřsedadlové kupé s dveřmi otevírajícími se vzhůru. Krásné kupé, ale nedostalo se do výroby. Jako následník přišel model Espada. Výroba začala v roce 1967 a později pokračovala jako Espada 400GT až do roku 1978. Celkem bylo vyrobeno 766 exemplářů.
Miura měla i roadster z roku 1968 a byla označena jako ZN 75. Miura dokonce závodila na okruhu, ale jak se umístila, není známo.

## Galerie

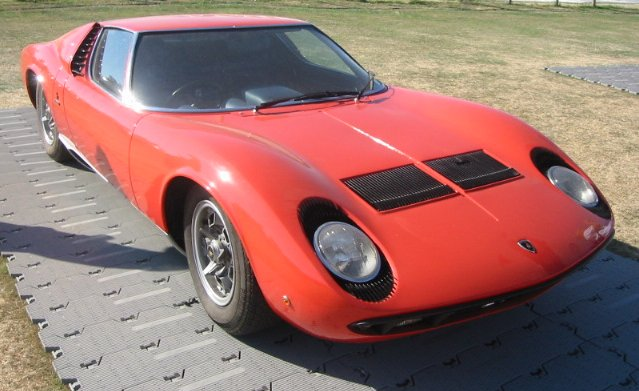
Lamborghini Miura
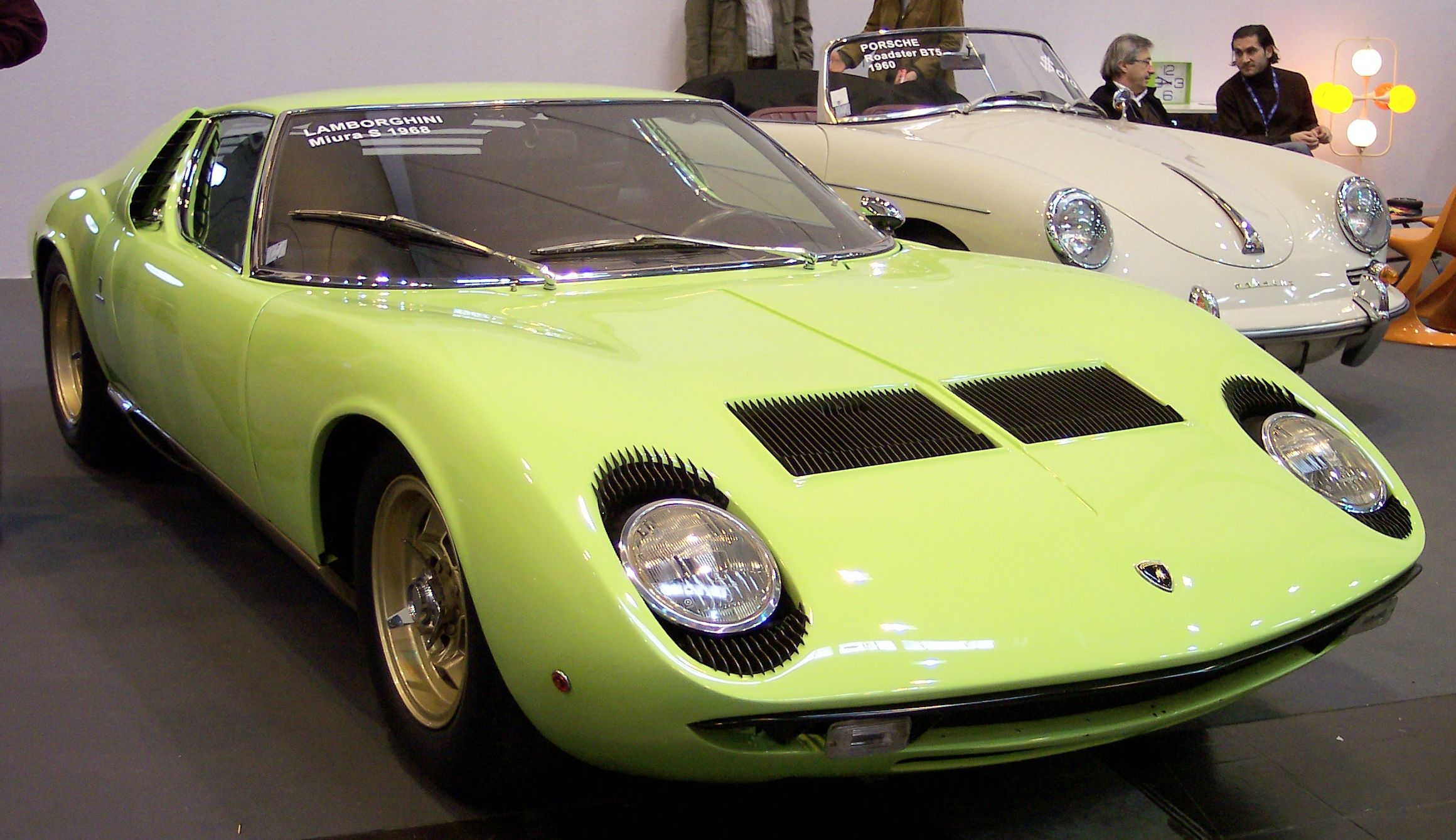
Lamborghini Miura 1968